# 立山区
立山区是辽宁省鞍山市下辖的一个市辖区。區人民政府駐北勝利路340號。

## 行政区划
立山区下辖9个街道办事处：
友好街道、双山街道、立山街道、曙光街道、灵山街道、深沟寺街道、沙河街道、千山街道和齐大山街道。

## 人口
根據第七次人口普查數據，截至2020年11月1日零時，立山區常住人口為406680人。